# Perkebunan Sipare-Pare
Perkebunan Sipare-Pare is een bestuurslaag in het regentschap Batu Bara van de provincie Noord-Sumatra, Indonesië. Perkebunan Sipare-Pare telt 4691 inwoners (volkstelling 2010).